# Liste der Naturdenkmale in Schenklengsfeld
Die Liste der Naturdenkmale in Schenklengsfeld nennt die im Gebiet der Gemeinde Schenklengsfeld im Landkreis Hersfeld-Rotenburg in Hessen gelegenen Naturdenkmale.

## Naturdenkmale
| Bild            | Bezeichnung                           | Ortsteil, Lage                                | Beschreibung                                       | Art              | Nr.     |
| --------------- | ------------------------------------- | --------------------------------------------- | -------------------------------------------------- | ---------------- | ------- |
| Fotos hochladen | Linde (Tilia)                         | Erdmannrode 50° 48′ 43,2″ N, 9° 47′ 12,2″ O   | Gerichtslinde                                      | Linde            | 3632900 |
| BW              | Eiben (Taxus baccata)                 | Hilmes 50° 50′ 48,1″ N, 9° 52′ 41,4″ O        | Gruppe von 10 Eiben                                | Europäische Eibe | 3632901 |
| BW              | Linde (Tilia)                         | Konrode 50° 49′ 1,1″ N, 9° 49′ 55,6″ O        | Eine Linde                                         | Linde            | 3632902 |
| BW              | Rosskastanie (Aesculus hippocastanum) | Landershausen 50° 48′ 18,7″ N, 9° 48′ 53,1″ O | Rosskastanie in Landershausen                      | Rosskastanie     | 3632903 |
| BW              | Buche (Fagus sylvatica)               | Landershausen 50° 48′ 10,3″ N, 9° 49′ 18,8″ O | Eine Buche                                         | Rotbuche         | 3632904 |
| BW              | Eiche (Quercus)                       | Landershausen 50° 48′ 19,5″ N, 9° 48′ 52,5″ O | Eine Eiche                                         | Eiche            | 3632905 |
| Fotos hochladen | Linde (Tilia)                         | Oberlengsfeld 50° 49′ 16,6″ N, 9° 51′ 20,6″ O | Eine Linde                                         | Linde            | 3632906 |
| Fotos hochladen | Linde (Tilia)                         | Schenklengsfeld 50° 49′ 1,6″ N, 9° 50′ 37″ O  | Eine Linde                                         | Linde            | 3632907 |
| Fotos hochladen | Linde (Tilia platyphyllos)            | Schenklengsfeld 50° 49′ 9″ N, 9° 50′ 41″ O    | Gerichtslinde auf dem Marktplatz, über 1000-jährig | Sommerlinde      | 3632908 |
| BW              | Linde (Tilia)                         | Wippershain 50° 50′ 11,2″ N, 9° 46′ 2,1″ O    | Eine Linde                                         | Linde            | 3632909 |
| BW              | Ransbacher Senke                      | Hilmes 50° 50′ 12,8″ N, 9° 54′ 2,5″ O         | Ransbacher Senke                                   |                  | 3632910 |
| BW              | Hilmeser Loch                         | Hilmes 50° 50′ 33,5″ N, 9° 53′ 10,9″ O        | Hilmeser Loch                                      |                  | 3632911 |
| BW              | Steinbruch mit Gräberfeld             | Hilmes 50° 50′ 19,6″ N, 9° 52′ 21,4″ O        | Steinbruch mit Gräberfeld                          | Steinbruch       | 3632912 |